# Jediah Morgan
Jediah "Jed" Morgan, född 30 november 1999 i Brisbane, är en australisk professionell golfspelare som spelar på Asian Tour. Han har tidigare spelat på PGA Tour of Australasia och för Liv Golf.
Morgan har vunnit en Australasia-vinst. Hans bästa resultat i Liv Golf var när Morgan kom på 13:e plats vid Liv Golf Invitational Jeddah 2022 och erhöll nästan 290 000 amerikanska dollar i prispengar.